# 内田裕大
内田 裕大（うちだ ゆうき、1991年7月23日 - ）は、日本の元ラグビー選手。

## プロフィール
- 愛知県出身[1]。
- ポジションはプロップ(PR)。
- 身長 178cm、体重 115kg

## 略歴
2010年、三好高校卒業後、東海大学に入る。
2014年、東海大学卒業後、トヨタ自動車ヴェルブリッツに加入。同年8月24日に行われたジャパンラグビートップリーグ第1節のキヤノンイーグルス戦に途中出場で公式戦初出場を果たす。
2015年、ニュージーランドへ海外留学した。
2020年、現役を引退した。